# Quarti dell'Aquila

Mappa dei quattro quartieri principali dell'Aquila: i quarti non includono soltanto il nucleo abitato dell'Aquila, ma anche i confini della relative frazioni

L'Aquila è storicamente suddivisa in quattro quartieri, detti Quarti.
Questa suddivisione avvenne nel 1272 a opera di Lucchesino da Firenze, già capitano della città secondo l'uso dei comuni della Toscana, ed è collegata alle vicende che portarono alla fondazione dell'Aquila avvenuta per ragioni economiche e politiche nel XIII secolo.
Le insegne di ciascuno dei quattro Quarti sono ancora visibili nel gonfalone cittadino insieme allo stemma civico.

## Storia
L'Aquila può essere considerata Città Nuova, in quanto sorse in una zona priva di insediamenti precedenti, seppur circondata da numerosi villaggi e castelli che ne promossero la fondazione. Dopo una prima distruzione, avvenuta ad opera di Manfredi di Sicilia nel 1259, la città venne suddivisa in locali, ciascuno dei quali venne donatio a ogni castello che contribuì alla fondazione, proporzionalmente ai loro abitanti originari.

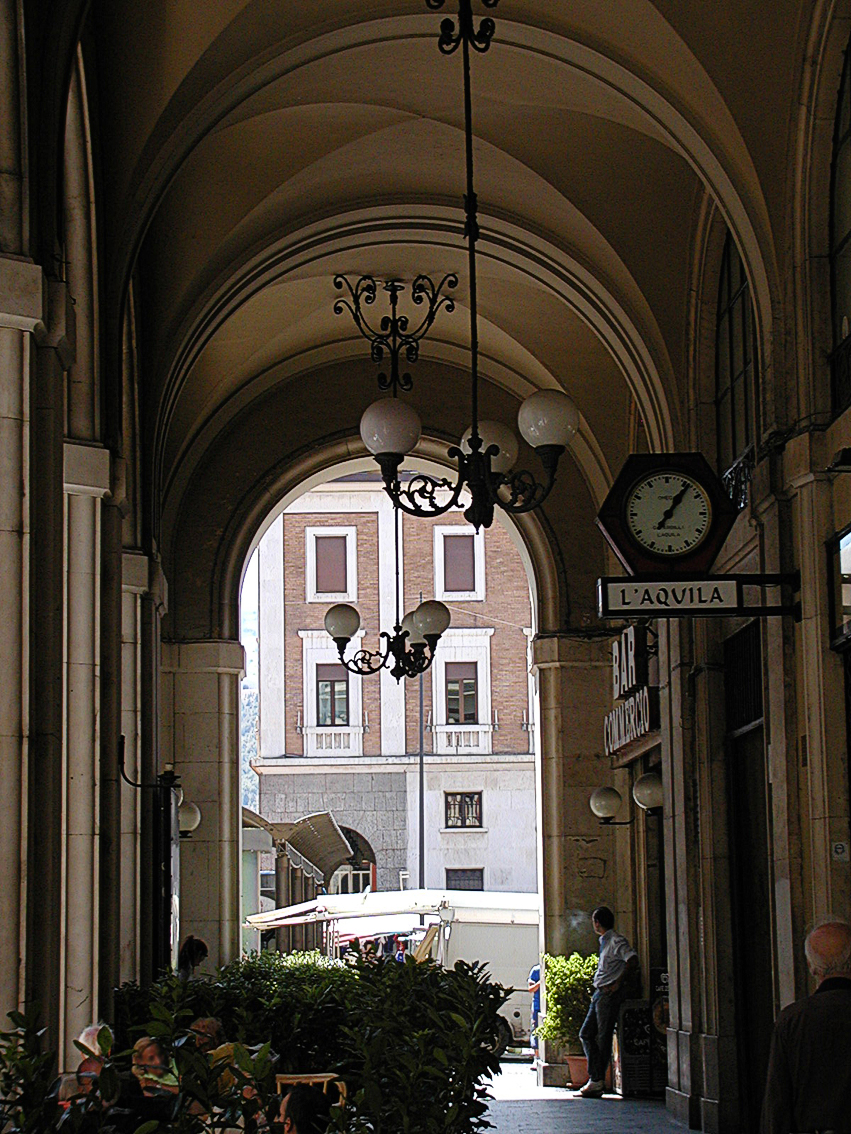
Portici dell'Aquila

Per facilitare l'opera di fondazione, L'Aquila venne quindi suddivisa in quattro parti, due riconducibili al circondario occidentale della città (la zona dell'antica Amiternum) e i restanti due al circondario orientale (la zona dell'antica Forcona).
La divisione storica del territorio aquilano in due parti è testimoniata anche dalle differenze linguistiche: nell'Amiternino si parla un dialetto sabino mentre nel Forconese un dialetto meridionale.
La particolarità dei Quarti dell'Aquila è quella di non limitare la suddivisione alla città intra moenia, ma di estenderla a tutto il contado circostante, il che accentuò e radicalizzò tra gli abitanti della nuova città il senso di appartenenza al vecchio castello di provenienza. Vennero inoltre localizzate le chiese capoquarto, cioè le chiese collegiate dei locali più importanti, ciascuna collegata ad un particolare castello: la chiesa di San Pietro per il castello di Coppito, quella di Santa Maria per Paganica, quella di San Giovanni (oggi San Marciano) per Lucoli e quella di San Giorgio (oggi Santa Giusta) per Bazzano.
All'interno dello spazio urbano ogni comunità realizzò uno spazio simbolico collegato al vecchio castello di provenienza, generalmente una chiesa, consacrata allo stesso santo del castello, una piazza e una fontana. Rimase esclusa da questa lottizzazione l'area di Piazza Duomo (o del Mercato), lo spazio pubblico per eccellenza, la piazza su cui ancora oggi non affaccia nessun palazzo nobiliare così che nessun conte possa mai dominare sullo spazio comune dei cittadini.
Ogni Quarto venne caratterizzato da una sua bandiera e da uno stemma in scudetto sannitico ancora oggi visibile nel gonfalone cittadino insieme allo stemma civico. Più tardi, nel 1320, analogamente a quanto avvenne nei quartieri storici di Firenze, ad ogni Quarto venne associato anche un colore: azzurro per San Pietro, argento per Santa Maria, verde per San Giorgio ed oro per San Giovanni. L’amministrazione aveva il suo centro di potere nel Palazzo del Capitano, che originalmente si affacciava su Piazza Duomo, situato a confine tra il Quarto Santa Maria e il Quarto San Pietro. Successivamente nel XVI secolo la regina Margherita d'Austria realizzò il nuovo palazzo civico, chiamato oggi “Palazzo Margherita”, dove l’amministrazione civica era gestita da un capitano, insieme al vicino Collegio dei Nobili, situato accanto alla chiesa di Santa Margherita.
Dopo il grave terremoto del 1703 i Quarti furono ricostruiti, perdendo però lentamente la loro autonomia, finché nel 1806 la suddivisione amministrativa aquilana fu modificata dal governo napoleonico. Ossia i quattro Quarti divennero semplicemente delle suddivisioni storiche del centro urbano dentro le mura, mentre le frazioni o castelli furono accorpate nel “Distretto aquilano”, e alcuni castelli fondatori, come Tione degli Abruzzi o Navelli divennero comuni autonomi compresi in altri circondari. Alcune frazioni aquilane come Sassa, Camarda o Preturo divennero comuni autonomi, facenti parte di uno specifico circondario provinciale, ratificato nel 1861, mentre con un regio decreto del 1927, le frazioni nominate comuni ritornarono sotto l’amministrazione aquilana (Sassa, Preturo, Camarda, Lucoli, Bagno, Roio).

## Descrizione

### Quarto di San Pietro
Quarto amiternino, fa riferimento al quadrante nord-occidentale della città.
Corrisponde ad una zona che era tra le più popolose della città, dimora, fra le altre, di famiglie importanti come i Gaglioffi, i Camponeschi e i Pretatti. Il Quarto è attraversato, per tutta la sua lunghezza, da Via Roma, vero e proprio decumano dell'impianto urbano quattrocentesco cittadino, che culminava nella scomparsa Porta Romana (o Porta Barete).
All'interno del Quarto è l'imponente Chiesa di San Domenico, costruita su uno dei colli più alti della città, nel luogo in cui un tempo sorgeva il Palazzo Reale. Fu lo stesso re, Carlo II di Napoli, a donarlo ai frati domenicani ed a pratocinare la realizzazione della chiesa chiamando dalla Provenza maestranze francesi per l'occasione, come testimonia l'originale facciata laterale e relativo portale. Nel 1703, un violentissimo terremoto fece crollare il tetto della chiesa distruggendo l'interno e uccidendo seicento fedeli; successivamente l'interno venne ricostruita in stile settecentesco.
Tra gli altri monumenti che spiccano ci sono la chiesa di Santa Maria di Roio, la chiesa di Santa Margherita (o dei Gesuiti), la chiesa della Beata Antonia, il Palazzo Porcinari, il Palazzo enti (ex sede del Rettorato dell'Università), il Palazzo Camponeschi (accanto alla chiesa di Santa Margherita), la Basilica di San Giuseppe Artigiano (ex chiesa di San Biagio con oratorio di San Giuseppe) e la chiesa di San Quinziano di Pile.
La chiesa capoquarto è, tuttavia, quella di San Pietro a Coppito, che sorge nell'omonima piazzetta, abbellita da un grazioso fontanile a pianta dodecagonale. Eretta nel XIII secolo, la chiesa è un classico esempio di romanico aquilano, con la facciata a coronamento orizzontale, il portale ricco di decorazione e sovrastato da una finestra circolare e l'adiacente torre campanaria. Più volte danneggiata, nel corso della sua storia, da terremoti e ricostruita, è stata violentemente sfregiata dal terremoto del 2009.
Strade e Piazze
La piazza principale è quella della chiesa di San Pietro, seguita dal piazzale della chiesa di San Domenico su via Angioina e la Piazza del Palazzo. Il rione è percorso dalla circonvallazione di via Papa Giovanni XXIII, che mediante il Ponte Belvedere si collega al viale Nicolò Persichetti, nel rione di San Giovanni; mentre le principali sono il viale Roma - via Roio, via Forcella - via San Domenico - via San Martino - via Andrea Bafile - via Roio - via Sassa. Nel 1941 è stata sventrata una parte del quartiere per l'apertura della moderna via Sallustio.
Blasonatura e stemma
Il Quarto è caratterizzato dal colore azzurro e il suo stemma occupa il primo quadrante del gonfalone cittadino.

il tutto al naturale sormontato da un uccello»
Contado
I castelli dell'antico contado sono:
Arischia, Barete, Cagnano, Cansatessa, Cascina, Colle Pretara, Coppito, Forcella, Pettino, Pile, Pizzoli, Preturo, Pozza, Santanza, Santa Barbara, San Marco, San Vittorino.

### Quarto di Santa Maria
Quarto forconese, fa riferimento al quadrante nord-orientale della città.
L'unico Quarto a non avere sbocchi su Piazza Duomo, sede della Cattedrale e dell'Arcidiocesi, ospita curiosamente al suo interno Piazza Palazzo, sede municipale e simbolo del potere politico, oltre a molte delle architetture più importanti della città. La sua porzione di cinta muraria vanta ben cinque porte: da ovest, in senso orario, troviamo Porta Branconia, Porta Paganica (oggi distrutta), Porta Castello, Porta Leoni e Porta Bazzano.
La chiesa capoquarto, Santa Maria Paganica, sorge sul punto più elevato della città e presenta un impianto settecentesco dovuto alla ricostruzione avvenuta dopo il terremoto del 1703. Un altro violento terremoto nel 2009 ha provocato il crollo dell'abside e dell'intera copertura. I dintorni di Santa Maria Paganica sono tra le zone meglio conservate della città e conservano numerosi gioielli medievali tra cui la Chiesa di San Silvestro, Palazzo Ardinghelli, Palazzo Antinori, Palazzo Colantoni e la Casa di Buccio di Ranallo.
Nel 1534 una consistente parte del Quarto venne completamente distrutta per far posto al Forte spagnolo. L'imponente costruzione, voluta dagli spagnoli come rappresaglia per la rivolta aquilana a favore dei francesi avvenuta sette anni prima, si presenta a pianta quadrangolare con ai quattro angoli massicci bastioni, ciascuno in direzione dei quattro punti cardinali, ed è interamente circondata da un fossato. Nelle vicinanze sorge inoltre la Basilica di San Bernardino, costruita nel XV secolo per custodire le spoglie del santo, dalla splendida facciata rinascimentale ad opera di Nicola Filotesio e dall'interno fastosamente barocco dovuto al restauro avvenuto in seguito al terremoto del 1703.
Strade e Piazze
Il quartiere è lambito nel perimetro murario dal viale Duca degli Abruzzi, che si collega nel rione San Pietro al viale Papa Giovanni; verso est invece, oltrepassata la Piazza del Castello, mediante via Castello si raggiunge la perpendicolare via Zara, presso la Basilica di San Bernardino, che conduce an sud, mediante via Signorini Corsi alla Piazzetta Matteotti, moderno micro-quartiere sorto presso la chiesa di Santa Maria di Farfa. La zona costeggia a est via Fortebraccio, nel rione di Santa Giusta. Attraverso via Caldora si giunge al piazzale autobus sotto la basilica di Collemaggio. Le piazze principali sono quella della chiesa di Santa Maria di Paganica, Piazza Charino (a pochi passi di distanza), il piazzale di San Bernardino con la scalinata monumentale, la parte nord di Piazza Duomo, Piazza San Silvestro e Piazza Nove Martiri.
Nel centro del quartiere si trovano le principali vie: il Corso Vittorio Emanuele II, il Corso Principe Umberto, che si collega al rione San Pietro mediante via Bafile, e che congiungendosi con il corso Vittorio e via San Bernardino compone i "Quattro Cantoni". Altre vie d'importanza sono Via Cavour - via Garibaldi - via Collebrincioni - via Bominaco - via Paganica - via Tre Marie. Il Corso principale a sud sfocia nella Piazza Duomo, mentre a nord nel Piazzale Battaglione degli Alpini, dove si trova la famosa Fontana luminosa e il piazzale della Fortezza Spagnola.
Blasonatura e stemma
Il Quarto è caratterizzato dal colore argento ed il suo stemma occupa il secondo quadrante del gonfalone cittadino.

tenente in bocca una rosa al naturale»
Contado
I castelli dell'antico contado sono:
Assergi, Aragno, Barisciano, Bominaco, Camarda, Caporciano, Civitaretenga, Collebrincioni, Collepietro, Filetto, Gignano, Navelli, Paganica, Pescomaggiore, Poggio Picenze, Prata d'Ansidonia, San Benedetto in Perillis, San Demetrio, Sant'Elia, San Giacomo, San Gregorio, San Nicandro, San Pio delle Camere e Tempera.

### Quarto di Santa Giusta
Quarto forconese, fa riferimento al quadrante sud-orientale della città.
Comprende alcune tra le aree più caratteristiche della città tra cui è doveroso ricordare Costa Masciarelli, grazioso vicolo medievale che si sviluppa sul costolone più ripido del centro storico, da Piazza Duomo a Porta Bazzano. Longitudinalmente è invece attraversato da Corso Federico II, cardo dell'impianto urbano quattrocentesco cittadino che si sviluppa da Piazza Duomo a Porta Napoli.
In posizione pressoché baricentrica all'interno del Quarto, nell'omonima piazza, sorge la chiesa capoquarto di Santa Giusta, inizialmente intitolata a San Giorgio da cui il nome dell'intero quartiere. La chiesa, eretta nel trecento, presenta una suggestiva facciata a conci levigati con coronamento orizzontale, portale romanico e maestoso rosone ricco di decorazioni floreali e umane. Adiacente al portale si staglia un curioso abbeveratoio.
Il Quarto è tra i più ricchi di palazzi storici; si citano ad esempio Palazzo Bonomo-Ximenes, Palazzo Dragonetti e, soprattutto, Palazzo Centi che sorge frontalmente alla chiesa capoquarto ed è caratterizzato da una facciata tripartita e da un'imponente balconata che sovrasta il portale monumentale. La parte meridionale del Quarto è, infine, ad alta densità di verde ed ospita alcuni parchi cittadini oltre che la Villa Comunale. Fuori le mura è, invece, la Basilica di Santa Maria di Collemaggio, probabilmente il più importante monumento della città sia dal punto di vista artistico, che sociale, che storico.
Strade e Piazze
Il piazzale della chiesa di Santa Giusta, la capoquartiere, è intitolata alla santa, ma il quarto mediante via San Flaviano sbocca anche nella Piazza Duomo. Un ampio piazzale è stato creato con la costruzione della villa comunale lungo il Corso Federico II, presso il sito dell'antico convento di San Michele, dove oggi sorge il Palazzo dell'Emiciclo. Il quartiere è circoscritto, lungo il perimetro murario, dalla Costa Masciarelli che s'interseca con via Fortebraccio all'altezza della chiesa della Madonna degli Angeli, poco più sopra di Porta Bazzano. Successivamente, sempre proseguendo verso sud-est, il perimetro murario mediante costa Picenze (zona Porta Tione), ritorna verso il corso Federico, mediante via Rendina, intersecandosi con viale Francesco Crispi. Tale via, aperta nell'800, si congiunge con il viale Collemaggio, che porta alla famosa basilica, e continua a sud fino a Porta Napoli.
Le vie principali all'interno del quarto sono via San Flaviano - via Grifo - via Guelfaglione - via San Michele - via Santa Giusta - Corso Federico II - Costa Masciarelli - Via Fortebraccio.
Blasonatura e stemma
Il Quarto è caratterizzato dal colore verde ed il suo stemma occupa il terzo quadrante del gonfalone cittadino.

Contado
I castelli dell'antico contado sono:
Bagno e frazioni, Civita di Bagno, Bazzano, Beffi, Campana, Fagnano, Fossa, Goriano Valli, Monticchio, Ocre, Pianola, Rocca di Mezzo, Rocca di Cambio, Sant'Eusanio Forconese, Stiffe, Tione, Villa Sant'Angelo.

### Quarto di San Giovanni
Quarto amiternino, fa riferimento al quadrante sud-occidentale della città.
Al suo interno sorge Borgo Rivera, luogo originario della fondazione e l'unico dei castelli originari ad essere parte integrante della città. Il piccolo borgo, che si sviluppa lungo il costolone che va dal Colle San Giovanni a Porta Rivera, alla destra del fiume Aterno, conserva intatto il suo sapore medievale ed ospita la monumentale fontana delle 99 cannelle, simbolico e misterioso omaggio alla nascita dell'Aquila. Questa zona era precedentemente chiamata Acculi, o Acculae, per l'abbondanza delle acque e probabilmente diede il nome all'intera città.
Il Quarto comprende poi i dintorni occidentali di Piazza Duomo, in cui è anche la trecentesca chiesa capoquarto di San Marciano che ha sostituito la distrutta chiesa di San Giovanni di Lucoli, da cui il nome del quartiere, e che si adagia in una caratteristica piazza triangolare con annesso fontanile, come da tradizione. Nella zona sono, inoltre, le Cancelle, curiosi portali in pietra di origine rinascimentale a scopo commerciale formati da due aperture, una ad arco e rialzata per la vendita e una di fianco più stretta e alta, chiamata erroneamente Porta del Morto, per l'ingresso nelle abitazioni; un tempo poste direttamente su Piazza Duomo, le Cancelle vennero nel Novecento smontate e ricostruite poco dietro.
La parte più occidentale del Quarto è l'unica intra moenia a non aver subito un importante sviluppo urbanistico a scopo residenziale ed oggi ospita la stazione Centrale, alcuni insediamenti industriali e commerciali ed il polo direzionale del Tribunale di Giustizia.
Strade e Piazze
Il quartiere, lungo il perimetro murario a ovest, è circoscritto dallo snodo principale di via XX Settembre, che porta fino alle porte del nucleo moderno di Pile, all'incrocio con il viale Roma e la SS17. A ovest, mediante il Palazzo Arcivescovile, si affaccia su Piazza Duomo, mentre altre piazzette di rilievo sono Piazza San Marco (dove si affacciano la chiesa di Sant'Agostino e quella di San Marco), Piazza San Marciano (con la chiesa capoquartiere) e Piazza della Repubblica, dove si trova il Palazzo della Prefettura, danneggiato nel 2009.
Le strade principali del quartiere sono via Persichetti - viale San Francesco di Paola - via San Marciano - via delle Bone Novelle - via Cardinale e via Santa Chiara d'Acquili. A nord il quartiere confina col rione di San Pietro mediante via Roio. Nei pressi della stazione ferroviaria, lungo via Tancredi da Pentima, sorge il Borgo Rivera dove si trova la famosa fontana delle 99 cannelle.
Blasonatura e stemma
Il Quarto è caratterizzato dal colore oro ed il suo stemma occupa il quarto quadrante del gonfalone cittadino.

Contado
I castelli dell'antico contado sono:
Borgo Rivera, Contrada Cavalli, Civitatomassa, Lucoli, Rocca di Corno, fraz. di Antrodoco Roio e frazioni, Sassa e frazioni, Scoppito, Tornimparte, Vetoio, Vigliano.

## Ridimensionamento amministrativo e le XII Circoscrizioni
Nel corso del Novecento l'ordinamento amministrativo di L'Aquila (allora Aquila) è cambiato fino ad assumere la connotazione urbanistica dei giorni nostri. Innanzitutto, pur mantenendo i cosiddetti "castelli" del circondario aternino il legame affettivo e storico con i quattro principali quartieri del centro storico, i paesi più popolosi come Arischia, Camarda, Roio o Lucoli erano dotati di un'amministrazione propria, in quanto comuni, mentre gli altri borghi dipendevano dal capoluogo o dagli stessi.
Una prima ripartizione territoriale era stata già fatta nel 1806 da Giuseppe Bonaparte, quando Aquila divenne capoluogo di un distretto omonimo, incluso nel circondario di "Abruzzo Ulteriore Secondo".
Il circondario di Aquila aveva le ville di Coppito, Monticchio, Ocre e Roio, il circondario di Sassa aveva la sede amministrativa nel borgo Poggio Santa Maria, accorpando i centri di Lucoli, Preturo, Scoppito, Civitatomassa e Tornimparte. Infine il circondario di Pizzoli aveva le ville di San Vittorino, Arischia, Barete e Cagnano Amiterno.
Il distretto aquilano fu soppresso nel 1860 e all'Aquila passarono in possesso tutte le ville della conca meno Arischia, Bagno, Lucoli, Roio Piano, Sassa, Camarda, Paganica e Preturo, divenuti comuni autonomi.
Anche il borgo di Ocre, con sede amministrativa nel borgo di San Felice, divenne comune autonomo, e così fu anche per Pizzoli e Barete.
Le cause che hanno portato alla creazione del progetto "Grande Aquila" sono da ricercarsi nella politica inaugurata in Abruzzo durante il ventennio, a partire dal 1923, volta all'accentramento amministrativo degli enti locali. Il ridimensionamento territoriale dei vecchi confini borbonici non avvenne solo nella zona aquilana, ma anche ad esempio nella costa adriatica, con la creazione del comune di Pescara nel 1927, che si dotò di una provincia propria, prendendo territori degli ex circondari dell'Abruzzo Citra e Ultra I, come i territori di Penne, Città Sant'Angelo e Loreto Aprutino. La zona aquilana perse la valle del Tirino fino a Bussi sul Tirino, mentre il circondario di Cittaducale venne soppresso e tutti i suoi comuni furono trasferiti alla neonata provincia di Rieti.
Con il Regio Decreto del 1927 ratificato dal podestà Adelchi Serena, alcuni comuni autonomi furono soppressi e accorpati all'amministrazione dell'Aquila, suscitando forti polemiche, e il territorio della conca aquilana fu diviso in 12 Circoscrizioni, che comprendevano in primis la Circoscrizione I del centro storico, ossia quella storia dei quattro quarti (Santa Giusta, Santa Maria, San Pietro, San Marciano/San Giovanni).
Solamente Lucoli nel 1947 riuscì a tornare comune autonomo, con sede amministrativa nel borgo di Collimento.
Le XII Circoscrizioni sono:

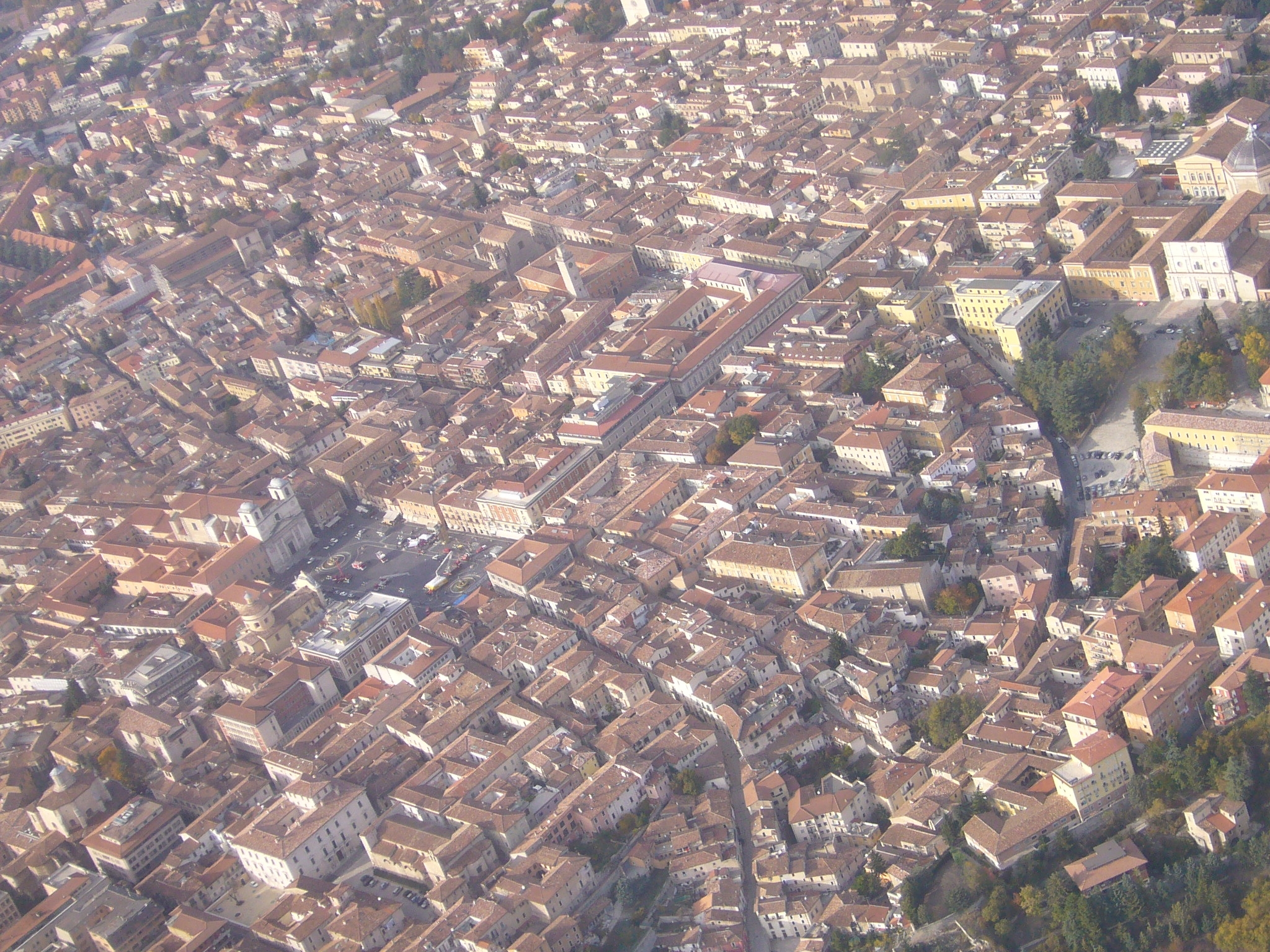
Panorama del centro storico (gennaio 2009) con in vista Piazza Duomo

- I: Centro storico - via Strinella - Collemaggio: ossia il nucleo medievale-settecentesco antico (che comprende i Quattro Quarti), con il moderno quartiere di via Strinella, che lambisce a est il parco del Castello (racchiude alcune sedi amministrative come la Questura e il Comando delle Forze Armate), e la zona di Collemaggio, dove si trovano la famosa basilica romanica e il terminal autobus "Lorenzo Natali", insieme all'ex ospedale psichiatrico.
- II: Roio: comprende il borgo di Roio Piano, sede amministrativa, ai piedi del Monteluco, dove si trovano la Facoltà d'Ingegneria dell'Università e il Santuario della Madonna di Roio. I borghi circostanti del "castello" sono Poggio di Roio, con la chiesa madre di San Marciano, Santa Rufina, Pianola, Roio Colle.

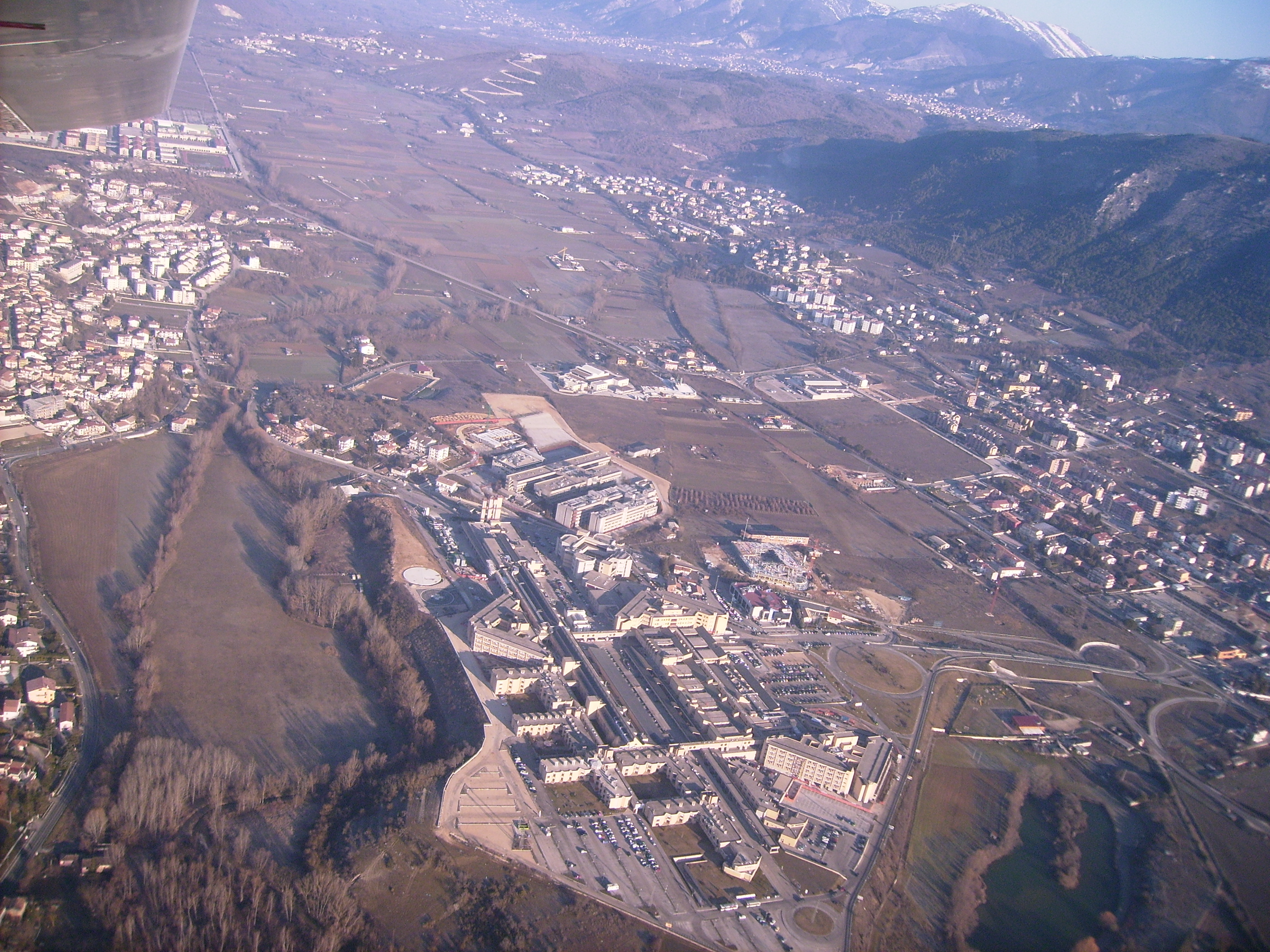
L'area di Coppito - Pile, con l'Ospedale Regionale "San Salvatore"

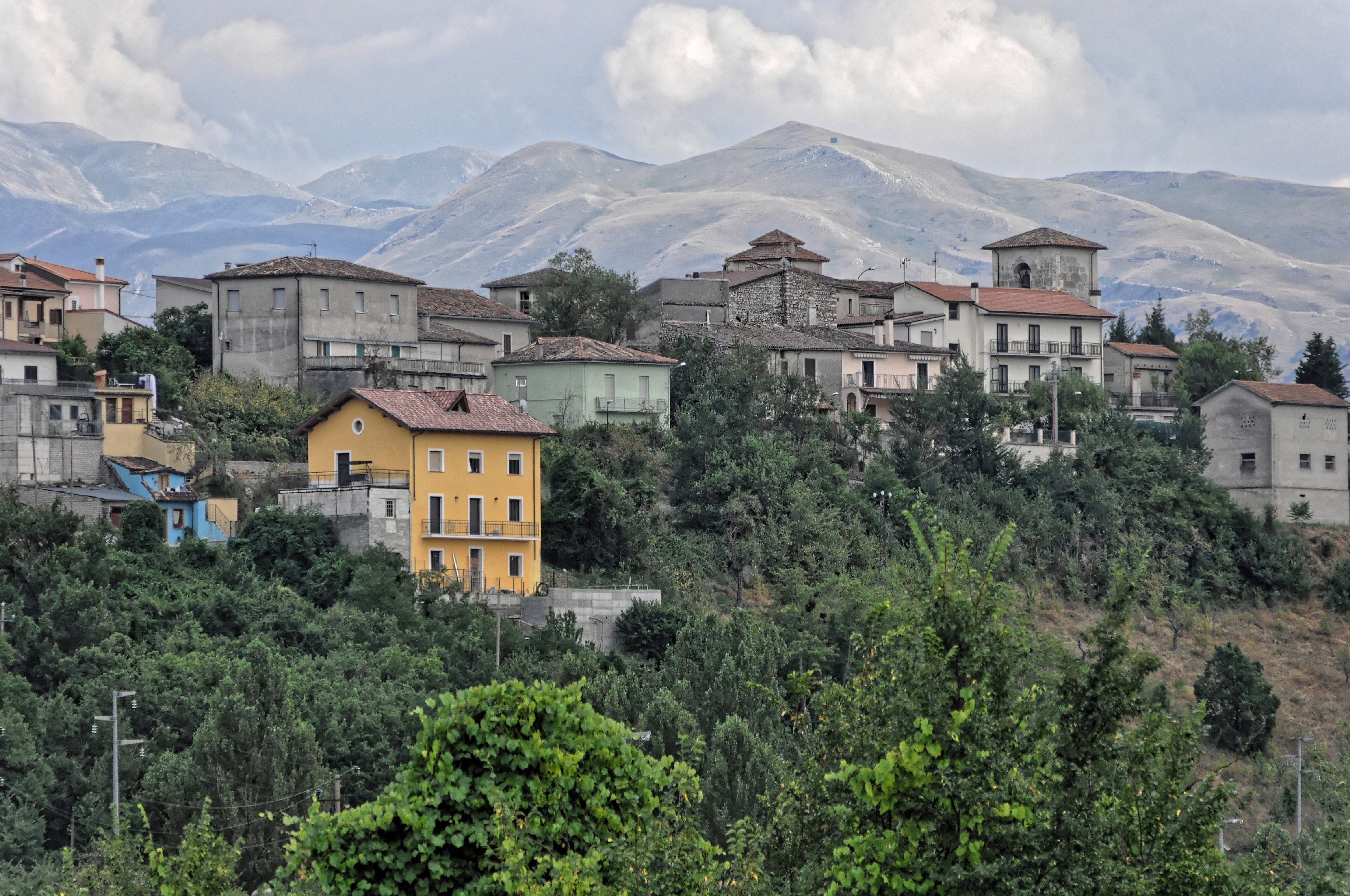
San Vittorino

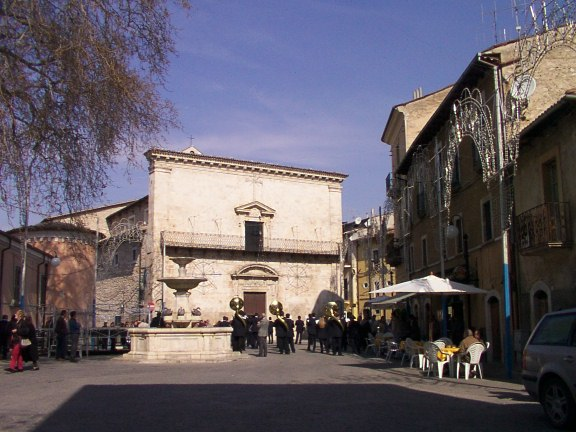
Paganica, la piazza principale

- III: Sassa: comprende un agglomerato di borghi nella zona ovest periferica, a confine con Scoppito e la provincia di Rieti. La sede amministrativa è a Sassa paese, e i borghi circostanti sono Poggio Santa Maria (antica sede amministrativa), Sassa Scalo (nuovo agglomerato urbano dove passa la ferrovia), Genzano, Pagliare, Collemare e Madonna della Strada.
- IV: Preturo: comprende il borgo, nonché uno dei castelli che fondarono il quartiere di San Pietro, situati a nord-ovest del centro. La sede amministrativa è a Preturo paese, con vicino l'"Aeroporto dei Parchi", e gli altri borghi circostanti sono Colle, San Marco e Cese, zona di espansione dopo il terremoto del 2009 per la costruzione di nuovi moduli abitativi del progetto C.A.S.E.
- V: Coppito - Pettino: situati nella zona ovest, immediatamente fuori le mura del centro, sono due zone che hanno visto un forte sviluppo edilizio negli anni '60 e ancora più dopo il 2009. Coppito è uno degli antichi castelli che fondarono la città nel 1254, e si chiama a "Poppleto" originalmente. Il centro storico sopra uno sperone roccioso è ancora conservato, ma si è maggiormente sviluppato con la costruzione dell'Ospedale San Salvatore, attaccato alla Facoltà di Scienze della Formazione e di Matematica dell'Università degli Studi. Coppito è inoltre se della scuola della Guardia di Finanza, ed è quasi fusa con il nucleo di Pettino mediante la zona di Piazza d'Arti, creata dopo il 2009 per ospitare il Museo Sperimentale d'Arte Moderna.
Pettino in origine era un gruppo di casali situate attorno alla chiesetta della Madonna delle Grazie, successivamente sviluppatosi a ovest fino ai confini di San Vittorino, e ad est fino a Pile, oltre il casello autostradale L'Aquila Ovest. Numerose sono le attività commerciali.
- VI: Arischia - San Vittorino: comprende la frazione o "castello" che contribuì alla fondazione della città nel 1254. La frazione si è sviluppata tanto da arrivare alle porte di Pizzoli, a nord-ovest di L'Aquila, ed è composta da due nuclei collegato da un piazzale dove si trova la chiesa di San Benedetto, facente parte di uno dei monasteri benedettini più antichi d'Abruzzo, fondato da Sant'Equizio, discepolo del frate di Norcia. A sud la circoscrizione confina con Cermone e San Vittorino.
Quest'ultimo borgo è uno dei più importanti castelli aquilani, dove si trovava l'antica città romana di Amiternum, di cui oggi restano le vestigia dell'anfiteatro e del teatro. Il borgo fu fondato dai Longobardi, attorno a una cappella dedicata a Vittorino di Amiterno, l'attuale preziosa chiesa di San Michele Arcangelo, che conserva la stratificazione artistica dei secoli, fino all'epoca barocca.

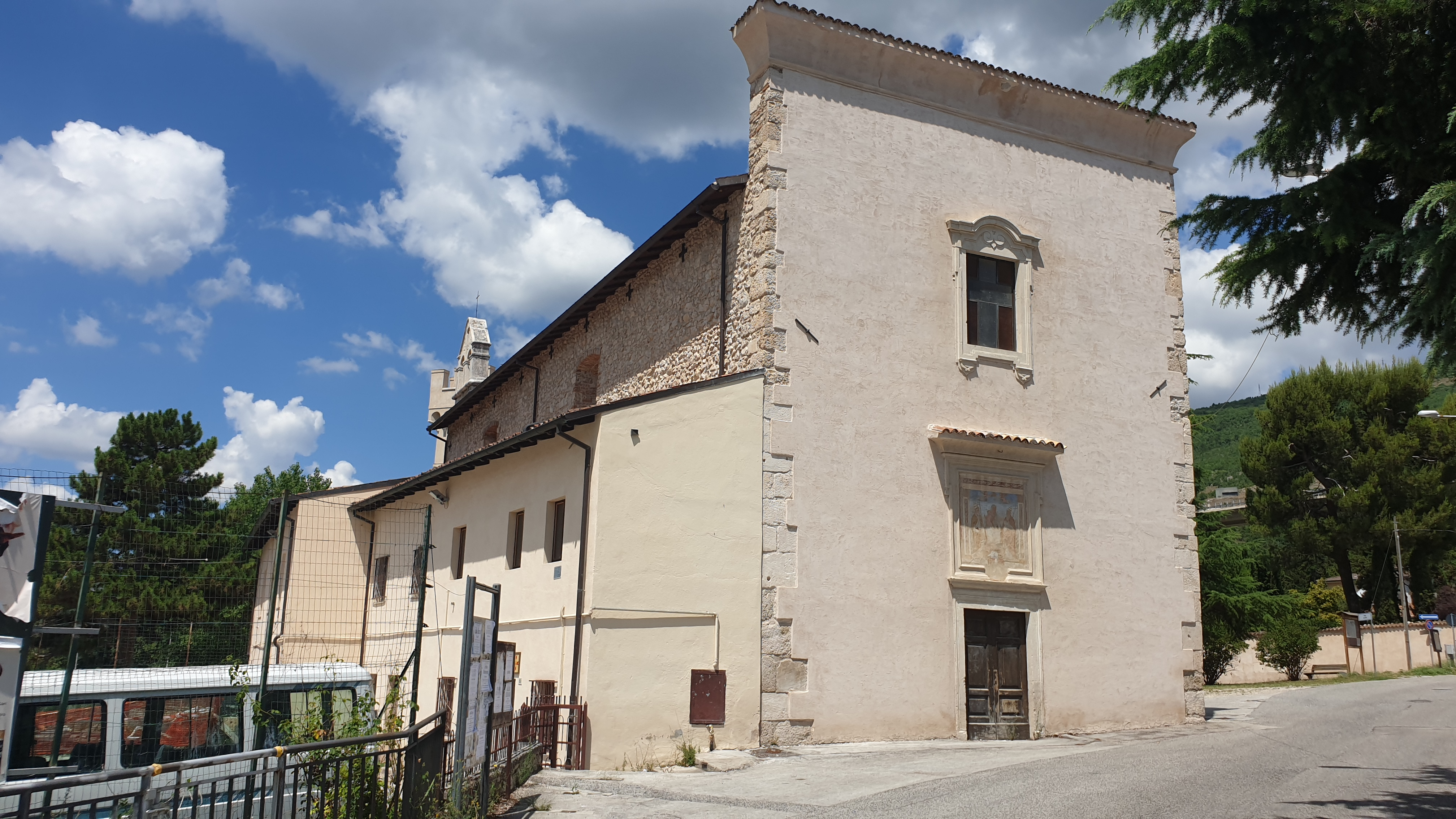
Chiesa di San Sisto, quartiere omonimo

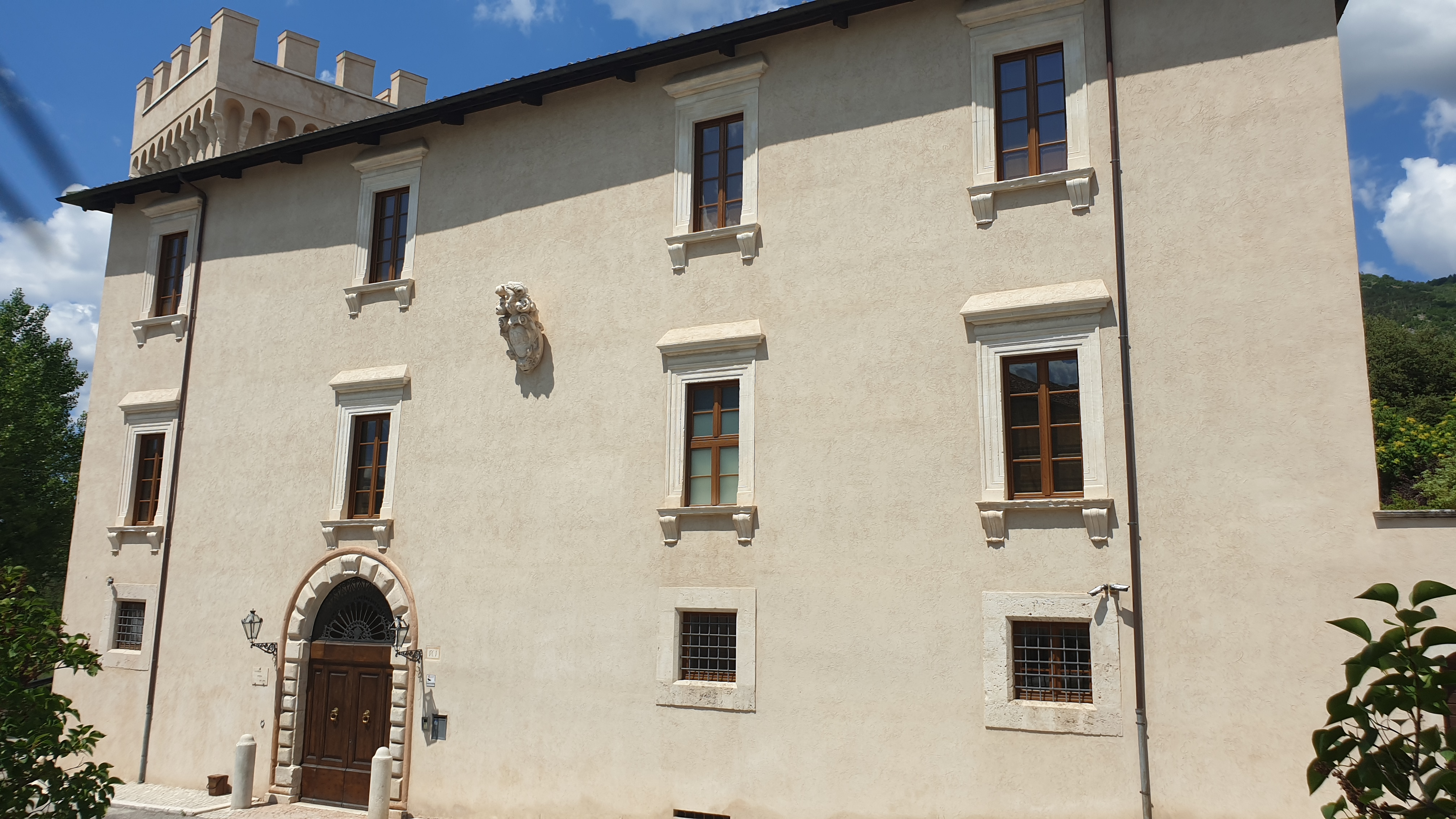
Il castello-palazzo Rivera, nel rione San Sisto

- VII: Pile - San Sisto - Santa Barbara - Santanza: è una della circoscrizioni più estese della città, nonché cuore pulsante del nuovo centro urbano, costituitosi soprattutto dall'urbanizzazione di Campo di Pile. Questa frazione era usata come luogo di villeggiatura nel Settecento, e ha iniziato lo sviluppo negli anni '60, per incrementarsi dopo il 2009. Il baricentro di Pile sta lungo la Strada statale 17, nella zona Parco Erminio Iacobucci (ex Piazza d'Armi), accanto all'ex Caserma Campomizzi, usata come alloggio degli studenti universitari; mediante il viale Roma e il viale della Croce Rossa si allaccia al centro storico nella parte del rione San Pietro. Accoglie varie infrastrutture, sedi commerciali e sedi istituzionali, come l'Agenzia delle Entrate, la Corte d'Appello, il Centro per l'Impiego, il Tribunale Amministrativo Regionale. Inoltre è sede dell'Università degli Studi dell'Aquila, dell'Accademia di Belle Arti e dell'Ufficio Scolastico Regionale.
A nord Pile si è ormai fusa con i borghi di San Giuliano (dove si trova il convento) e di Santa Barbara, rappresentata dalla chiesa di San Sisto e dal Castello Rivera, mentre al confine con Pile si trova il Palazzo Silone, sede di alcuni importanti uffici della Regione, dopo il trasferimento dal Palazzo dell'Emiciclo a causa del sisma del 2009. A nord-est la circoscrizione di Santa Barbara confina con il moderno quartiere Torrione. Il rione "Santanza - Sant'Anza" oggi è scomparso, lottizzato delle abitazioni del viale Duca degli Abruzzi e viale San Giovanni Bosco.
- VIII: Collebrincioni - San Francesco - San Giacomo - Torrione - Valle Pretara: la circoscrizione comprende la zona nord di L'Aquila. Collebrincioni è uno dei castelli che parteciparono alla fondazione del quarto Santa Maria, e da lì il nome della chiesa di San Silvestro fu tratto dal tempio maggiore presente nel borgo. Il Torrione è un quartiere moderno a nord del Forte Spagnolo, attraversato da via De Gasperi, via Cardinale Mazzarino e via Moscardelli. Prende il nome da una stele, rudere di un antico acquedotto romano, usato nel Medioevo e distrutto dal terremoto del 1703. Il termine del quartiere sta ai piedi del Parco del Castello, dove si trova lo Stadio Tommaso Fattori. La frazione di San Giacomo si trova poco più a nord del Torrione, e a sud di Collebrincioni, prendendo io nome dall'omonima chiesa. In passato si trovava un monastero degli Agostiniani dedicato a Sant'Onofrio, oggi allo stato di rudere. Il punto più alto di San Giacomo è il Colle Sapone, dove si trovano delle cave usate per la pietra rosea, con cui sono state costruite chiese e monumenti, come la fontana delle 99 cannelle e la facciata di Collemaggio
La zona di San Francesco corrisponde alla zona di via XX Settembre, ancora poco popolata nel 1927, dove si trova la chiesa di San Francesco di Paola.
- IX: Camarda - Filetto - Aragno - Assergi: comprendono la zona nord-est del comune, ai margini del Gran Sasso. Camarda era un comune autonomo fino al 1927, nonché uno dei castelli fondatori, insieme ad Assergi e Aragno, altri borghi storici, risalenti all'epoca romana come avamposti militari. Camarda è un borgo interessante dominato ancora dalla torre del castello, avente uno stile rinascimentale-settecentesco, e amministrava il borgo di Filetto, interessante per i boschi, le grotte, il centro antico e e per l'antichissima abbazia dei Santi Crisante e Daria.
Aragno è un borgo situato a metà strada tra Camarda e Collebrincioni, e Assergi è diventata dagli anni '30 rinomata località sciistica, con la costruzione di una funivia e di strutture alberghiere presso località Fonte Cerreto, nonché l'Hotel Campo Imperatore, dove nel 1943 fu prigioniero Benito Mussolini. La zona della stazione sciistica è staccata dall'antico borgo medievale, ancora racchiuso tra le mura, dove grandeggia la mole della chiesa di Santa Maria Assunta. Nei dintorni si trova anche il santuario di San Pietro della Jenca, dove si recò negli anni '90 papa Giovanni Paolo II in pellegrinaggio. Assergi è inoltre sede del Parco nazionale del Gran Sasso e Monti della Laga, e dell'Osservatorio astronomico di Campo Imperatore, e dei Laboratori Nazionali del Gran Sasso.

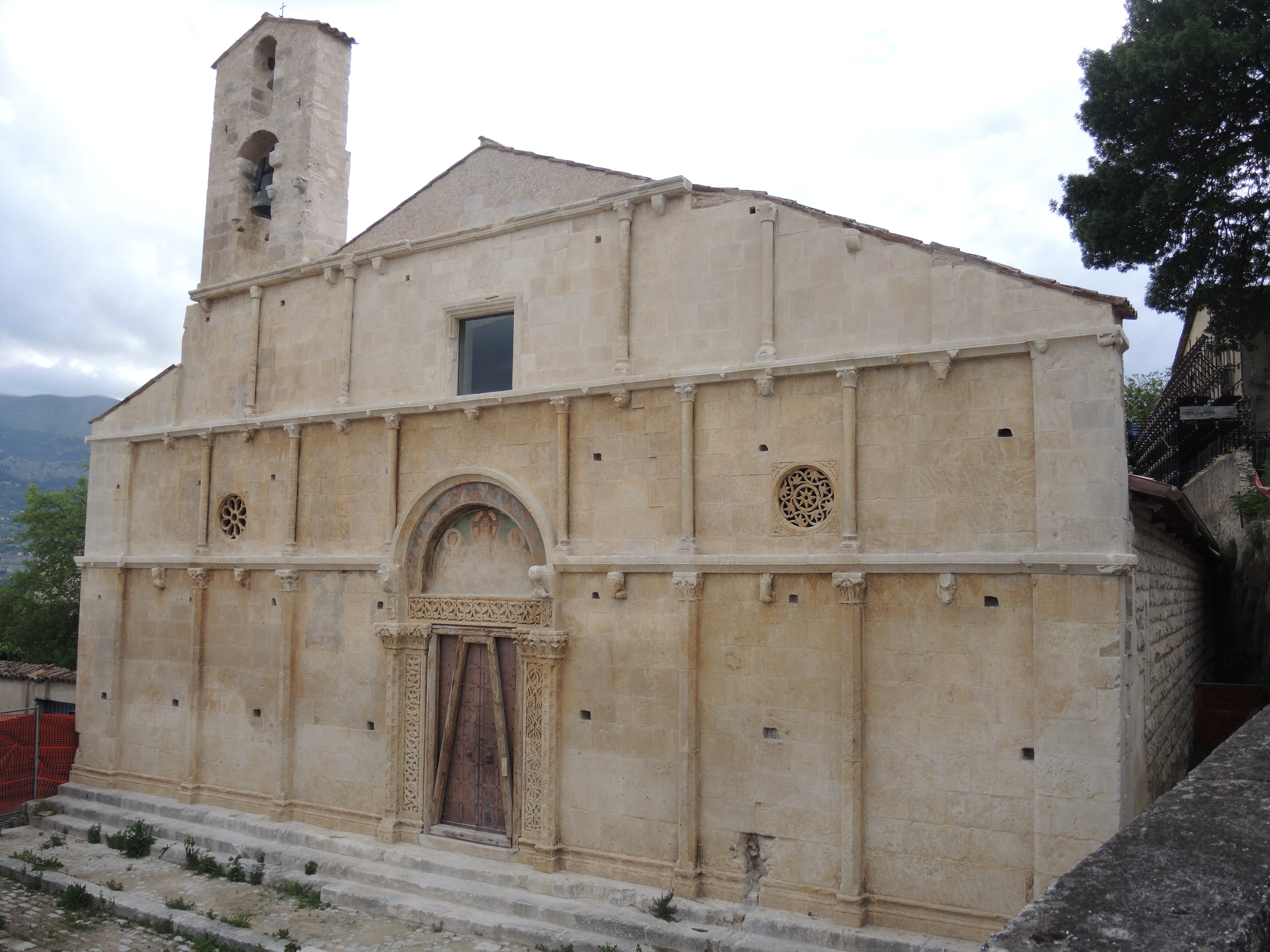
Chiesa di Santa Giusta di Bazzano

- X: Paganica - Tempera - Bazzano - San Gregorio: raggruppa degli importanti "castelli" che fondarono la città, precisamente i quarti di Santa Maria e Santa Giusta. Paganica era un comune autonomo, ed è una delle frazioni più grandi dell'Aquila, conservando ancora perfettamente il centro storico, con il colle dominato dalla chiesa di Santa Maria del Castello. Oltre alla chiesa parrocchiale dell'Assunta, Paganica ospita il monastero di Santa Chiara, dove furono custodite le reliquie della Beata Antonia da Firenze, e il santuario della Madonna d'Appari, scavato sulla roccia, percorrendo la Statale 17bis.
Tempera è una frazione quasi fusa con la periferia ovest di Paganica, e purtroppo è stata gravemente danneggiata dal terremoto del 2009.Bazzano ha origini romane in quanto vi fu trovata una necropoli, e ha il suo centro storico abbarbicato su di un colle, dove spicca la chiesa di Santa Giusta fuori le mura, in stile gotico. Bazzano negli anni '60, con lo sviluppo verso la Statale 17 in direzione da Pescara, è divenuta sede di un importante complesso industriale, secondo solo a Pile, che ospita varie sedi commerciali come i Grandi magazzini Piccinini e L'Oasi, e la sede provvisoria della Biblioteca "Salvatore Tommasi".
Il percorso della Strada statale 17 lega a Bazzano anche i nuclei di San Gregorio, anch'esso colpito dal sisma del 2009, Onna e Monticchio. Specialmente questa prima frazione è stata quasi completamente cancellata dal terremoto del 2009, conservando di storico solo la chiesa di San Pietro. Con i lavori di ricostruzione, sono stati potenziati lo stradario e la stazione ferroviaria, con l'inaugurazione nel gennaio 2018 di una nuova fermata del treno.
- XI: Bagno - Monticchio: il nucleo di Bagno, che contribuì alla fondazione del quarto di Santa Giusta, era un comune fino al 1927 con sede amministrativa bagno Grande, poiché formato da vari piccoli abitati limitrofi: Bagno Piccolo, Civita, Sant'Angelo, Vallesindola e San Raniero. La frazione esisteva sin dall'epoca romana, dove si trovava l'abitato italico-romano di Forcona, sede della prima diocesi aquilana fino al 1257, quando dalla vecchia cattedrale di San Massimo venne trasferita nel nuovo Duomo di Aquila. Le rovine della città romana si trovano presso Civita di Bagno, insieme alla chiesa longobarda.
- XII: Gignano - Pianola - Sant'Elia - Torretta: la circoscrizione comprende dei borghi situati nella zona est della periferia aquilana, alle porte di Bazzano. Gignano, con la ricostruzione post sisma, è stata assimilata nella zona periferica del cimitero comunale. Pianola faceva parte del comune di Roio, situata nella zona sud-est, ai piedi del Monteluco, Sant'Elia era l'antico punto di partenza del "tratturo magno", sotto il pendio della Basilica di Collemaggio, ed è una delle frazioni più sviluppate della zona est aquilana, sede del Comando Forestale Regionale, e quasi assimilata nel quartiere Torretta, che sorge a sud del cimitero monumentale.